# لئوناردو پتیناری (بازیکن فوتبال)
لئوناردو پتیناری (انگلیسی: Leonardo Pettinari؛ زادهٔ ۲۳ ژوئیهٔ ۱۹۸۶) بازیکن فوتبال اهل ایتالیا است.
از باشگاه‌هایی که در آن بازی کرده‌است می‌توان به باشگاه فوتبال رجینا، باشگاه فوتبال فیورنتینا، باشگاه فوتبال چیتادلا، باشگاه فوتبال آتالانتا، و باشگاه فوتبال وارزه اشاره کرد.